# 施蒂門肖普夫山

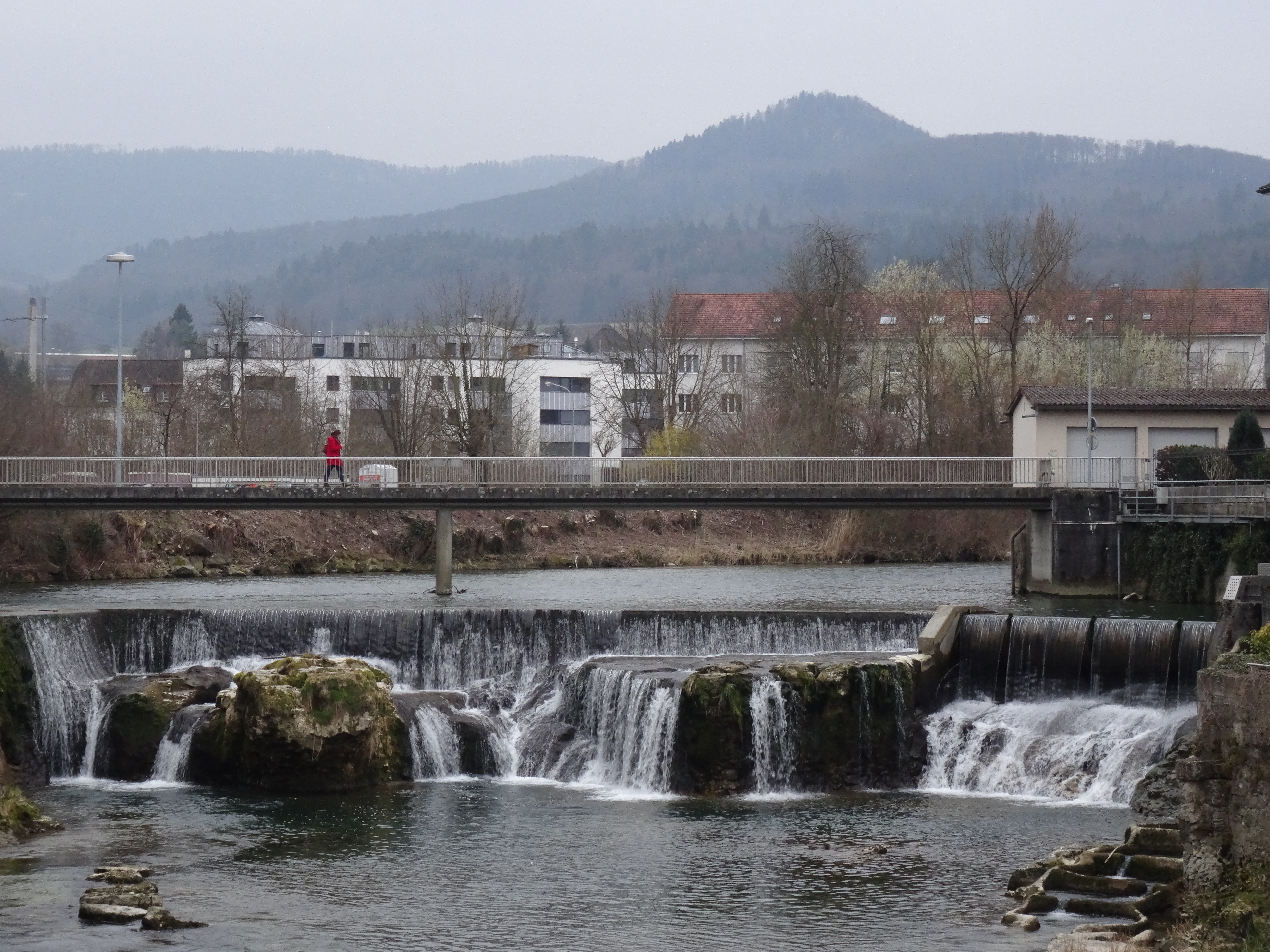

47°23′24″N 7°29′46″E / 47.39003°N 7.49623°E
施蒂門肖普夫山（德語：Stürmenchopf），是瑞士的山峰，位於該西北部，由巴澤爾鄉村州負責管轄，屬於汝拉山的一部分，處於瓦倫境內，海拔高度768米。